# Mustafa Sert
Mustafa Sert (* 12. April 1980 in Hendek, Türkei) ist ein türkischer Fußballspieler. 

## Vereinskarriere
Mustafa Sert begann seine Karriere bei Sakaryaspor. Dort spielte er größtenteils in der Reservemannschaft, sammelte mit 18 Jahren aber bereits auch seine ersten Profieinsätze in der Turkcell Süper Lig. Für die Saison 1999/2000 wurde der Abwehrspieler an den Amateurverein Siirtspor verliehen, um weitere Spielpraxis zu sammeln. 2001 wechselte er zu Denizlispor. In der Saison 2002/03 schaffte er es mit seiner neuen Mannschaft bis ins Achtelfinale des UEFA-Pokals, wo man jedoch gegen den späteren Titelträger FC Porto ausschied. In der darauf folgenden Saison wurde Sert in der Rückrunde an den Zweitligisten Manisaspor verliehen. Unmittelbar danach wechselte Sert zu seinem Ex-Verein Sakaryaspor, mit denen er am Saisonende den Abstieg in die zweite Liga antreten musste. In der Folgesaison ging er zu İstanbulspor AŞ, die am Saisonende in den Aufstiegsplayoffs scheiterten. Seit 2007 spielt Mustafa Sert beim Zweitligisten Malatyaspor.

## Nationalmannschaft
Mustafa Sert absolvierte zwei Spiele für die türkische U-21-Nationalmannschaft. Bei den Niederlagen gegen Portugal (7. März 2000) und Italien (10. März 2000) stand er jeweils in der Startformation.